# Детгиз
Видавництво «Дитяча література», у 1933—1936 та 1941—1963 «Детгиз» (рос. Детгиз — Детское государственное издательство, Дитяче державне видавництво), у 1936—1941 «Детиздат» — радянське і російське видавництво.

## Історія

### Радянський період
Створено відповідно до постанови ЦК ВКП (б) 9 вересня 1933 року на базі дитячого сектора видавництва «Молода гвардія» та шкільного сектора Державного видавництва художньої літератури під назвою «Детгиз». Видавництво було створено відразу в двох містах — у Москві та Ленінграді.
Активну участь в організації та роботі видавництва взяли Максим Горький, Самуїл Маршак, Корній Чуковський, Тамара Габбе, Лідія Чуковська, Олександра Любарська, Аркадій Гайдар.
Першим головним редактором видавництва став Самуїл Маршак, який зібрав таких авторів як М. Ільїн, Борис Житков, Віктор Шкловський, Соломон Лур'є, Л. Пантелєєв, Данило Хармс, Олександр Введенський, Олексій Толстой, Євген Шварц, Матвій Бронштей та ін. Багато з них були залучені Маршаком з видавництва дитячої літератури «Райдуга», в роботі якого він брав участь разом з К. І. Чуковським.
У 1933 році, в перший рік роботи «Детгізу», вийшло 168 назв книг загальним тиражем 7744 тис. екземплярів.
1937 року деякі співробітники редакції ленінградського відділення Детиздату були репресовані (Тамара Габбе, Олександра Любарська, Микола Спиридонов, Кирило Шавров, Сергій Безбородов, Костянтин Боголюбов).
Це видавництво називали «університетом» для ілюстраторів дитячої книги. Через уроки художника Володимира Лебедєва пройшли багато ленінградських художників, які згодом стали метрами книжкової графіки: Юрій Васнєцов, Олексій Пахомов, Микола Тирса, Володимир Конашевич, Євген Чарушин, Ніна Носкович, Валентин Курдов, Марія Бутрова та інші.
Видавництво неодноразово змінювало найменування: «Детвидав» (з 1936), «Детгиз» (з 1941), «Дитяча література» (з 1963). З 1936 перебувало у віданні ЦК ВЛКСМ, 24 вересня 1941 передано у відання Наркомпросу РРФСР.
У 1980-х роках видавництво «Дитяча література» було республіканським видавництвом безпосереднього підпорядкування Держкомвидаву РРФСР. У 1979-1990 роках показники видавничої діяльності видавництва були такі:
Серед постійних авторів видавництва «Дитяча література» були Сергій Міхалков, Ірина Токмакова, Віра Чапліна, Яків Акім, Роальд Сеф, Валентин Распутін, Василь Бєлов, Борис Васильєв, Григорій Бакланов, Олександр Солженіцин, Володимир Крупін, Юрій Поляков, Володимир; літературознавці, критики, вчені: Микола Скатов, Лев Аннінський, Фелікс Кузнєцов, Святослав Белза, Людмила Сараскіна, Юрій Лебедєв, Аза Тахо-Годі, Віктор Чалмаєв, Олександр Гулін та ін; провідні художники-графіки: Борис Діодоров, Герман Мазурін, Юрій Іванов, Ігор Іллінський, Анастасія Архіпова, Ніка Гольц, Степан Яровий, Марк Петров, Віктор Чижиков, Леонід Кузнєцов та ін.

### Пострадянський період
У 1991 році видавництво розділилося; за московським відділенням залишилася назва «Дитяча література», а на базі ленінградського відділення було створено Державне республіканське видавництво дитячої та юнацької літератури «Ліцей», яке з 2002 року прийняло назву «Детгіз» (з 2007 року — ВАТ «Видавництво дитячої літератури „Детгіз“»).
Нині видавництвом щороку випускається по 130 найменувань книжок тиражем від 5 до 10 тис. прим.

## Нагороди
- 1937 — диплом «Гран-прі» на виставці в Парижі;
- 1958 — золота медаль Брюссельської виставки,
- 1979 — диплом «Золота літера найкрасивішої книги» на виставці мистецтва книги в Лейпцигу,
- 1982 — нагороди на міжнародній книжковій виставці в Братиславі.
- 1996 — Диплом I ступеня на Російському міжнародному книжковому ярмарку.
- 1999 — Диплом II ступеня за номінацією «Кращий видавничий задум та його втілення» Міжнародного конкурсу «Класика російської літератури в сучасних виданнях для дітей» (серія «Шкільна бібліотека»);
- 2006 — Диплом за найкраще видання, що сприяє духовному вихованню дітей та юнацтва конкурсу Асоціації книговидавців (АСКІ) «Найкращі книги року» за серію «Шкільна бібліотека».
- 2007 — книга Т. Крюкової «Невивчені уроки», випущена у видавництві, стала переможцем Всеросійського конкурсу на кращу дитячу та юнацьку книгу «Червоні вітрила».